# Alberto Puig

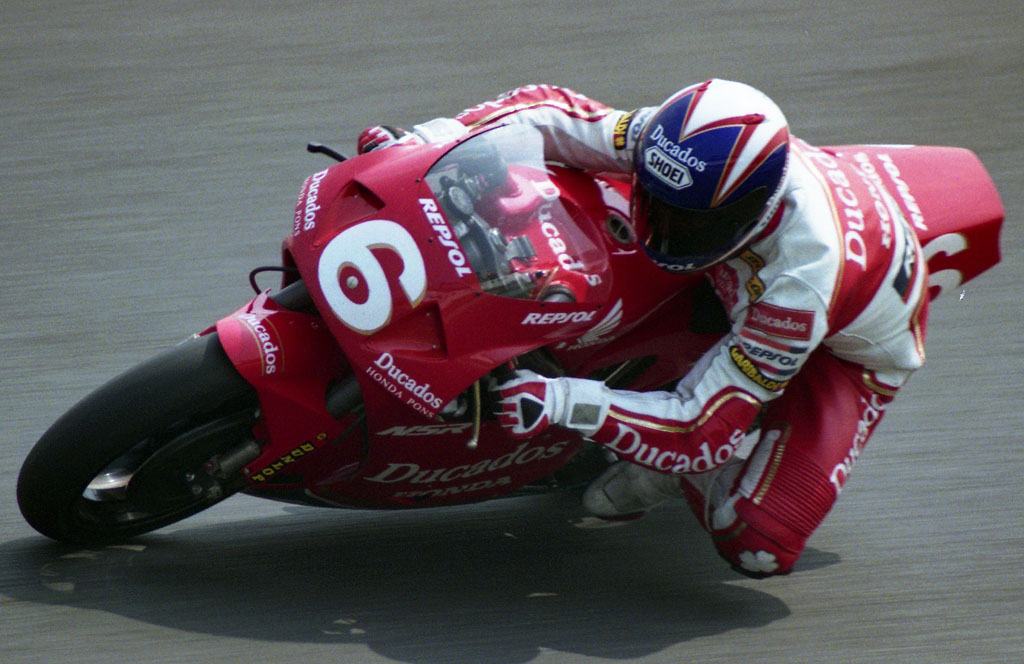
Alberto Puig under Japans GP 1993.

Alberto Puig, född 16 januari 1967 i Barcelona, är en spansk före detta roadracingförare.
Puig var aktiv 1987–1993 i 250GP och 1994–1997 i 500GP. Han tog sin enda Grand Prix-seger 1995 på en Honda i Spaniens Grand Prix på Jerezbanan. Efter den aktiva karriären var Puig under många år ansvarig för ungdomssatsningen Telefonica Junior som fostrat många av de unga spanjorer som idag är framgångsrika i MotoGP med supportklasser. Puig har nära band med Honda Racing Corporation och är teamchef för fabriksteamet Repsol Honda i MotoGP.